# Нагрудный знак «Почётный дорожник России»
Нагрудный знак «Почётный дорожник России» — ведомственная награда Министерства транспорта Российской Федерации, учреждённая приказом Минтранса № 130 от 18 октября 2005 года «О  ведомственных наградах Министерства транспорта Российской Федерации»   (с изменениями и дополнениями от 20 июня 2007 г. и 23 сентября 2013 г.)

## Правила награждения
Нагрудным  знаком “Почетный дорожник России”  награждаются работники организаций дорожного хозяйства, сотрудники Министерства и Федерального дорожного агентства, находящегося в ведении Министерства, и иные лица:
- за успехи в строительстве, ремонте и содержании автомобильных дорог и искусственных сооружений, обеспечение безопасного и бесперебойного     движения транспорта по ним;
- за повышение уровня технической оснащенности и развития      производственных баз;
- за достижение высоких показателей в использовании дорожной техники, образцовое её содержание и безаварийную работу на ней;
- за разработку проектов законодательных и нормативных актов по вопросам деятельности в области дорожного хозяйства;
- за создание и освоение новых экологически чистых типов дорожных машин, механизмов и оборудования;
- за ведение эффективной научной, изобретательской и рационализаторской  работы в дорожном хозяйстве;
- за разработку и внедрение прогрессивных проектов и технологий    строительства, ремонта и содержания объектов дорожного хозяйства;
- за эффективную работу по совершенствованию экономической,   финансовой     и правовой деятельности в дорожной отрасли;
- за разработку и внедрение современных методов организации   производства   в дорожном хозяйстве;
- за заслуги в области воспитания, подготовки и переподготовки кадров для дорожного хозяйства.

Нагрудным знаком награждаются работники, имеющие стаж работы в дорожном хозяйстве не менее 15 лет, в том числе в данном коллективе  не менее трёх лет и в занимаемой должности  не менее двух лет, а также ранее награждённые  Почетной грамотой Министерства транспорта Российской Федерации, с даты награждения которой прошло не менее пяти лет.
Независимо от стажа работы  награждаются  работники  за  отвагу  и самоотверженность, проявленные при спасении жизни людей, дорожного имущества в чрезвычайных и сложных аварийных ситуациях.
За особые заслуги в развитии дорожного хозяйства, активное и эффективное сотрудничество в решении его проблем нагрудным знаком  могут быть награждены работники федеральных органов исполнительной власти, органов исполнительной власти субъектов Российской Федерации,  органов местного самоуправления,  организаций других министерств и ведомств.

## Правила ношения
Нагрудный знак носится на правой  стороне груди,  располагается   после  знака  “Почетный работник транспорта России”  и ниже государственных наград Российской Федерации, РСФСР, СССР.

## Описание награды
Нагрудный знак “Почетный дорожник России”  представляет собой  восьмилучевую золотистую рельефную звезду. В центре звезды - круглый медальон с белой каймой. Внутреннее поле медальона диаметрально пересечено. В верхней части помещено голубое рельефное изображение земного полушария с золотистыми параллелями и меридианами. В нижней части – на зелёном фоне рельефное золотистое изображение моста и пролегающей под ним  автомобильной дороги. В кайме по окружности на белом фоне с позолоченной окантовкой слова золотистыми буквами: “ПОЧЁТНЫЙ ДОРОЖНИК РОССИИ”. В нижней части каймы – золотистая лавровая ветвь.
Диаметр нагрудного знака – 40 мм.
Нагрудный знак при помощи ушек и кольца соединён с колодкой, обтянутой  лентой белого цвета с чёрными и зелёными полосками вдоль краёв и чёрной полоской посередине.
Ширина колодки – 24 мм, высота колодки – 11 мм.
Нагрудный знак номера не имеет.